# Ломміс
Ломміс (нім. Lommis) — громада  в Швейцарії в кантоні Тургау, округ Мюнхвілен.

## Географія
Громада розташована на відстані близько 135 км на північний схід від Берна, 8 км на південний схід від Фрауенфельда.
Ломміс має площу 8,6 км², з яких на 9,5% дозволяється будівництво (житлове та будівництво доріг), 62% використовуються в сільськогосподарських цілях, 26,2% зайнято лісами, 2,3% не є продуктивними (річки, льодовики або гори).

## Демографія
2019 року в громаді мешкало 1211 осіб (+10,1% порівняно з 2010 роком), іноземців було 12,5%. Густота населення становила 141 осіб/км².
За віковим діапазоном населення розподілялося таким чином: 21,7% — особи молодші 20 років, 63,7% — особи у віці 20—64 років, 14,5% — особи у віці 65 років та старші. Було 475 помешкань (у середньому 2,5 особи в помешканні).
Із загальної кількості 449 працюючих 54 було зайнятих в первинному секторі, 208 — в обробній промисловості, 187 — в галузі послуг.